# Wojciech Hajda
Wojciech Hajda (ur. 23 maja 2000 w Bytomiu) – polski piłkarz, występujący na pozycji defensywnego pomocnika w polskim klubie Miedzi Legnica.